# Josef Anton Barbo-Waxenstein

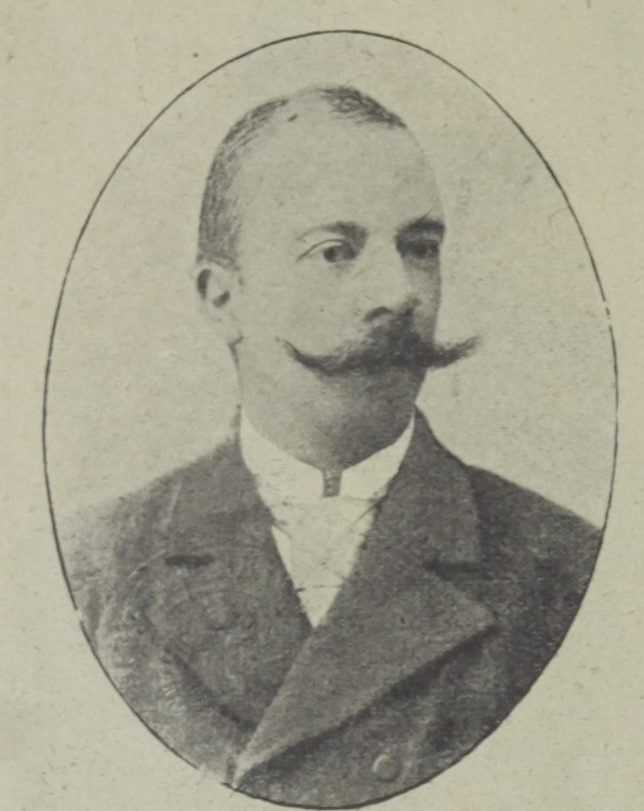
Josef Anton Barbo-Waxenstein, um 1901

Graf Josef Anton Barbo-Waxenstein (* 20. Februar 1863 in Kroisenbach, Gemeinde Št. Ruprecht (Bezirk Gurkfeld); † 11. Mai 1930 in Rudolfswert) war ein österreichischer Politiker, Gutsbesitzer und Abgeordneter zum Österreichischen Abgeordnetenhaus.

## Leben
Josef Anton Barbo-Waxenstein wurde als Sohn des Grafen Josef Emanuel Barbo-Waxenstein in Kroisenbach, heute Gemeinde Šentjernej, geboren. Er besuchte das Gymnasium und die Höhere Landwirtschaftliche Lehranstalt Ungarisch-Altenburg/Magyaróvár im heutigen Mosonmagyaróvár und übernahm nach dem Tod seines Vaters den herrschaftlichen Besitz in Kroisenbach und Watzenberg/Dob (Gemeinde St. Ruprecht). Des Weiteren engagierte er sich in verschiedenen landwirtschaftlichen Vereinigungen und Genossenschaften. Er leistete seinen Militärdienst als Einjährig-Freiwilliger beim 5. Dragonerregiment und wurde Leutnant der Reserve bzw. Ober-Leutnant der berittenen Tiroler Landesschützen. Im Ersten Weltkrieg war er als Rittmeister in Laibach aktiv. Wie bereits sein Vater war Barbo-Waxenstein Abgeordneter zum Krainer Landtag, dem er von 1895 bis 1918 angehörte. Zudem war Barbo-Waxenstein zwischen 1905 und 1918 Mitglied des Landesausschusses. Bei der Reichsratswahl 1901 kandidierte er für die Kuriere des Großgrundbesitzes, die er nach seiner erfolgreichen Wahl von 31. Jänner 1901 bis 30. Jänner 1907 im Abgeordnetenhaus vertrat (X. Legislaturperiode). Danach pausierte seine Zugehörigkeit zum Abgeordnetenhaus, bevor er bei der Reichsratswahl 1911 neuerlich kandidierte und ein Mandat im Wahlbezirk Krain 12 erobern konnte. In der Folge war er vom 17. Juli 1911 bis zum 12. November 1918 Abgeordneter zum Abgeordnetenhaus (XII. Legislaturperiode). In seiner ersten Periode im Abgeordnetenhaus war Barbo-Waxenstein Mitglied der Vereinigung der verfassungstreuen Großgrundbesitzer, ab 1911 gehörte er bis Oktober 1917 der Deutschen Agrarpartei an, die danach im Deutschen Nationalverband aufging. Im Anschluss war er vom 21. Oktober 1918 bis zum 16. Februar 1919 Mitglied der Provisorischen Landesversammlung.